# EncoreBassing
EncoreBassing là một phần mềm đa phương tiện có mã nguồn mở miễn phí. Phần mềm được viết bởi Trịnh Nhật Quang. bằng ngôn ngữ lập trình Visual Basic 6.0 và được dựa lên từ mã nguồn của thư viện giải mã định dạng âm thanh và hình ảnh có tên gọi là "BASS" của hãng Un4seen Development. Phần mềm hiện đang ngừng phát triển.

## Các chức năng chính
EncoreBassing chạy hầu hết tất cả các loại định dạng âm thanh và hình ảnh phổ biến hiện nay như MP3, OGG, MP4, MKV (Khi cài thư viện phần mềm bên thứ 3 "ffdshow")
Ngoài ra ứng dụng còn có thể sử dụng những tiện ích được dựng bên trong phần mềm như Winamp AVS, RadioNet,...